# Шауманн, Адольф
Адольф Шауманн (19 февраля 1809, Ганновер — 10 декабря 1882) — германский юрист, историк, преподаватель, архивариус и библиограф. Основные научные интересы Шауманна лежали в области истории Ганновера и историографии правивших им династий.
С 1825 по 1828 год изучал право в Ганноверском университете. В 1828 году получил учёную степень в области права и занялся частной адвокатской практикой в Ганновере. Историей родной земли интересовался с молодых лет, и в 1837 году его сочинение «Geschichte des niedersächsischen Volkes bis 1180» (Гёттинген, 1838) было удостоено половины юбилейной премии Гёттингенской академии наук. С 1838 года Шауманн работал в библиотеке Гёттингенского университета, с мая этого года имея ранг 5-го секретаря. С 10 августа 1839 года начал читать на факультете искусств лекции по дипломатии и немецкой истории. В 1842 году был назначен экстраординарным профессором, в 1844 году освобождён от работы в библиотеке. В это же время ему была предложена должность библиотекаря великого герцога, от которой он, однако, отказался. В 1846 году перешёл преподавать в Йенский университет. В 1851 году стал ординарным профессором истории и руководителем семинара политологии в этом университете. Впоследствии вернулся в Ганновер, где король Георг V назначил его архивариусом, главным библиотекарем и историографом королевского дома. В 1864 году стал государственным советником. 1 октября 1867 года вышел в отставку.
Главные работы: «Geschichte des 2-ten Pariser Friedens» (Геттинген, 1844); «Handb. der Gesch. der Lande Hannover und Braunschweig» (Ганновер, 1864); «Gesch. der Erwerbung der Krone Grossbritanniens von selten des Hauses Hannover» (1878); «Sophia Dorothea, Prinzessin v. Ahlden und Kurfürstin Sophie v. Hannover» (1879). Им также было написано несколько биографических статей для издания Allgemeine Deutsche Biographie.